# Mschatta

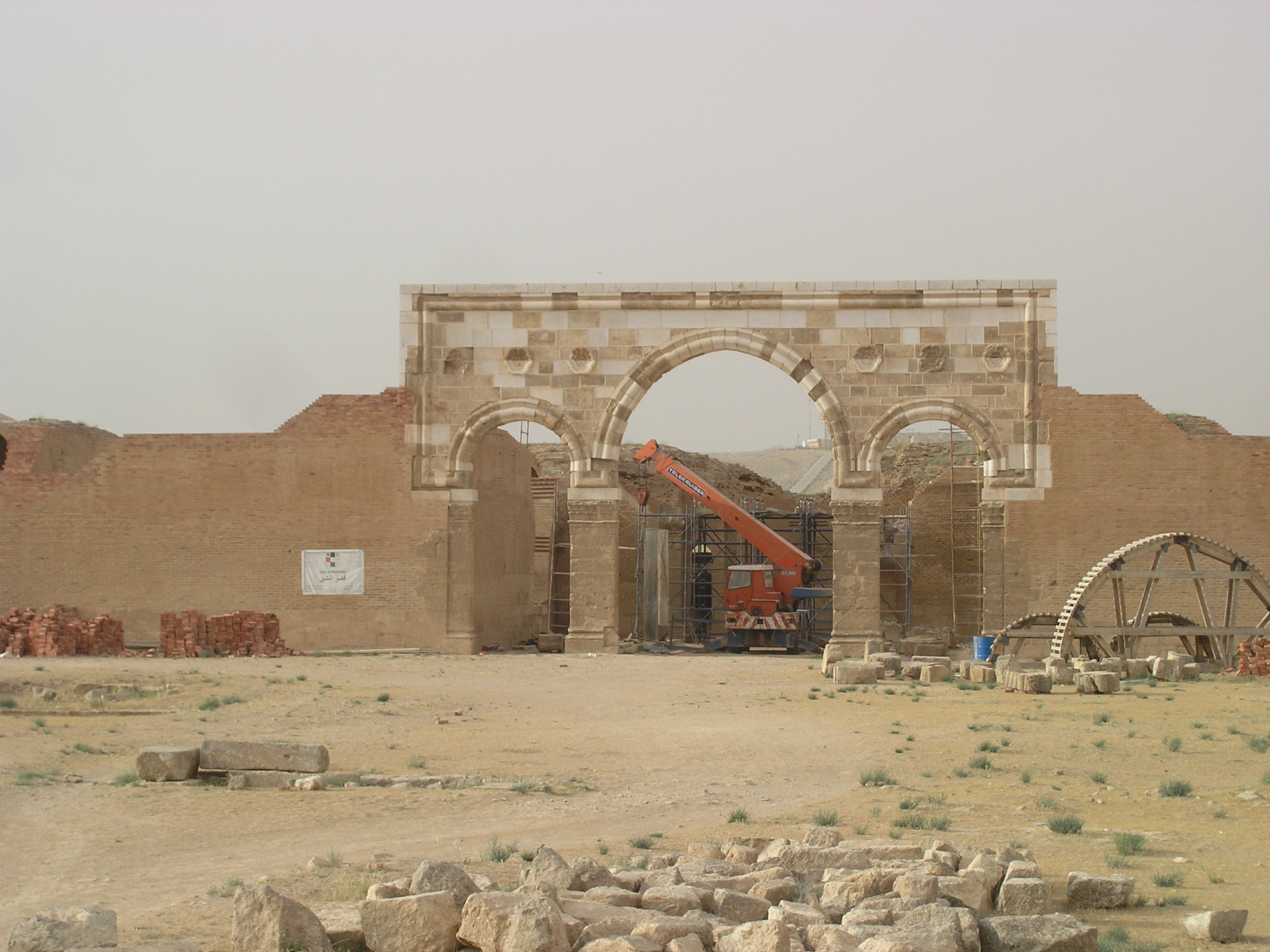
Qasr Mschatta, Frontseite

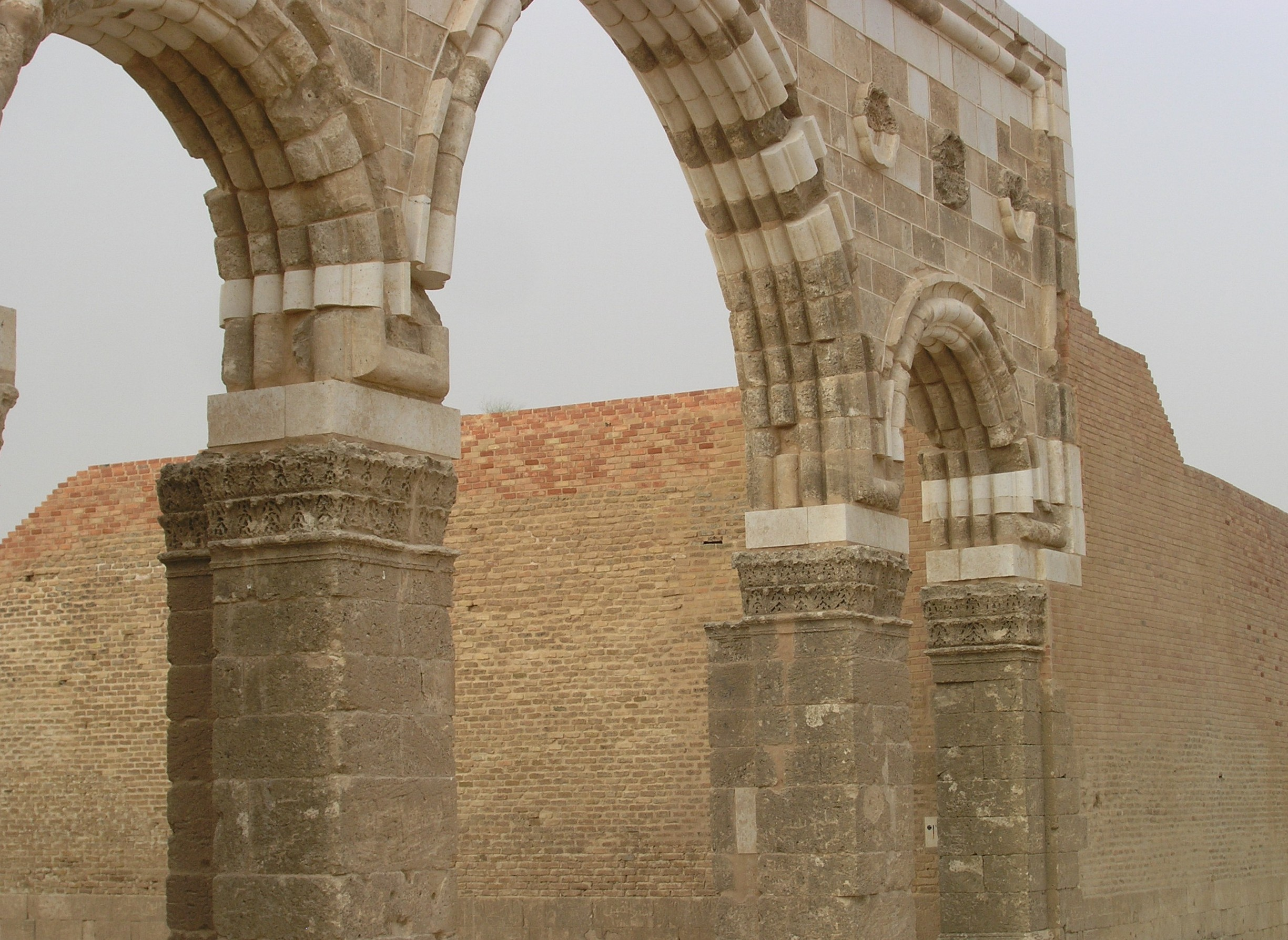
Qasr Mschatta, Detail der Torbögen

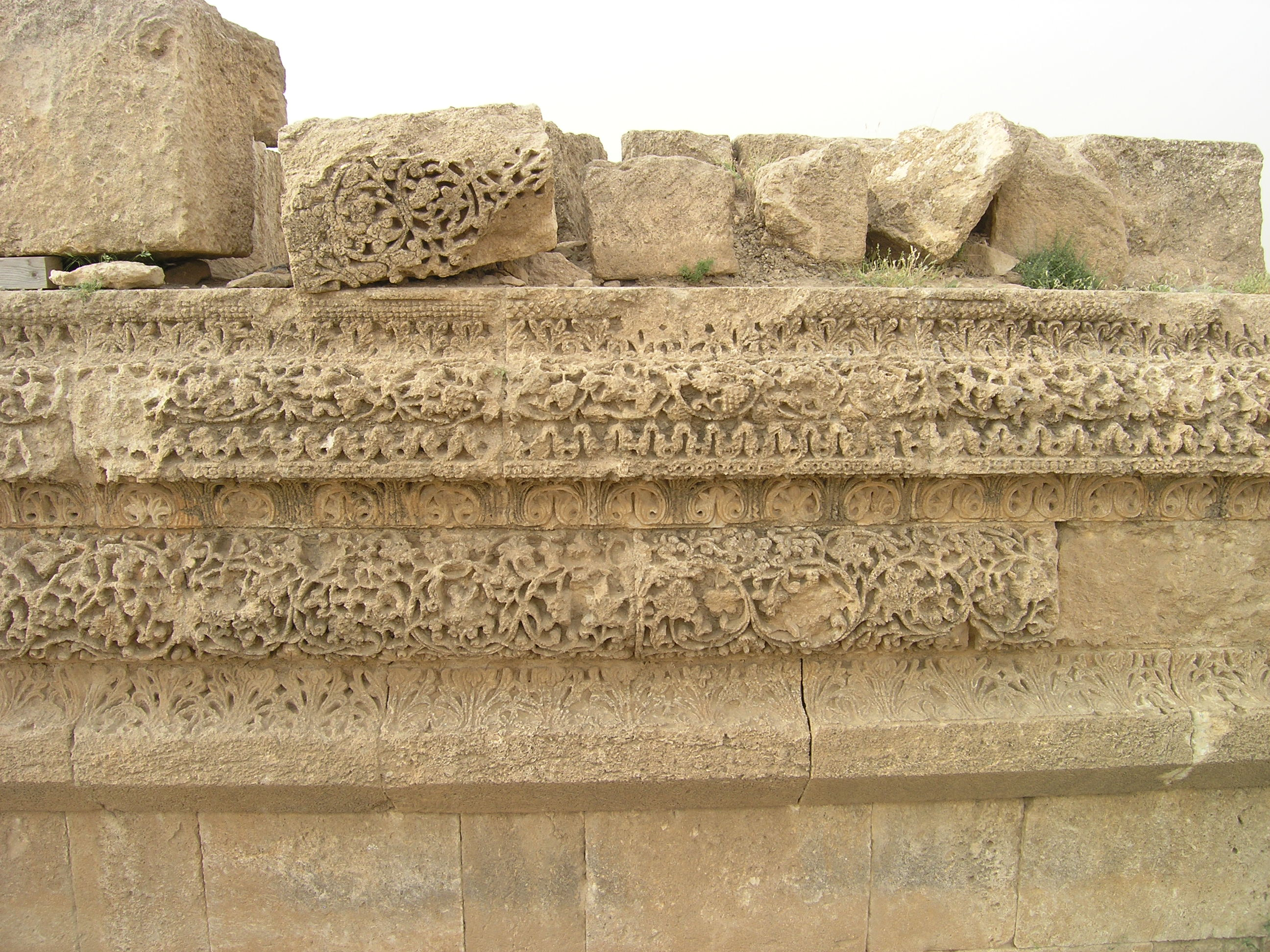
Reste der Fassade an der südlichen Umfassungsmauer

Mschatta oder Qasr Mschatta (arabisch قصر المشتى, DMG qaṣr al-Mušattā ‚Winterpalast‘) ist ein umayyadisches oder frühabbasidisches Wüstenschloss in Jordanien und eines der bekanntesten weltlichen Bauwerke der frühislamischen Kunst. Es liegt 30 km südlich der heutigen jordanischen Hauptstadt Amman auf dem Flughafengelände des Queen Alia International Airport. Seit 2001 ist es als UNESCO-Weltkulturerbe vorgeschlagen.

## Geschichte
Die Datierung des Wüstenschlosses ist unsicher, ausgehend von einer Passage in der Chronik von Sawirus ibn al-Muqaffa' wird jedoch häufig angenommen, dass die Arbeiten an dem Palast in der Regierungszeit des Kalifen al-Walid II. (743–744) begonnen wurden. Dieser Überlieferung nach wollte der Kalif eine unabhängige Stadt errichten. Bei den Bauarbeiten seien jedoch viele Zwangsarbeiter gestorben, woraufhin sie gegen ihn revoltierten und ihn töteten. Sein Nachfolger, Kalif Yazid III., habe schwören müssen, keine weiteren Wüstenschlösser errichten zu wollen. Die kurze Regierungszeit al-Walids könnte auch erklären, warum das Schloss unvollendet blieb. Die verbreitete Annahme, diese Darstellung beziehe sich auf Mschatta, ist jedoch hypothetisch und bereits früh von Jean Sauvaget angezweifelt worden. Oleg Grabar schlug alternativ eine Datierung in die frühe Abbasidenzeit vor.
Das Gebäude ist vermutlich durch ein Erdbeben schwer beschädigt und dann von seinen Bewohnern verlassen worden. Der Name Mschatta, übersetzt „Winterpalast“, stammt von den Beduinen der Umgebung. Der ursprünglich für das Schloss vorgesehene Name ist nicht überliefert.

## Bauweise
Die Umfassungsmauer hatte einen quadratischen Grundriss mit 144 Metern innerer Seitenlänge und war durch 25 Türme verstärkt. Die Maße der Anlage entsprechen etwa dem Doppelten eines üblichen umayyadischen Palastes und sind nur wenig kleiner als die 160 Meter Seitenlänge der als „Stadt“ bezeichneten Festung Qasr al-Heir asch-Scharqi. Im Haupttrakt des Palastes befand sich die Empfangshalle und der Thronsaal. Um diesen gruppierten sich einige Wohnräume. Auch eine Moschee war Teil des Palastes. Das Gebäude blieb unvollendet: Ursprünglich sollten noch zwei weitere Bauteile fertiggestellt werden.
Durch die zentrale Lage der administrativen Räumlichkeiten und die an den Rand gedrängten Wohnanlagen steht der repräsentative Charakter des Schlosses im Vordergrund, während die anderen umayyadischen Wüstenschlösser in der Umgebung den Kalifen überwiegend oder ausschließlich als Wohnsitz dienten.

### Fassade

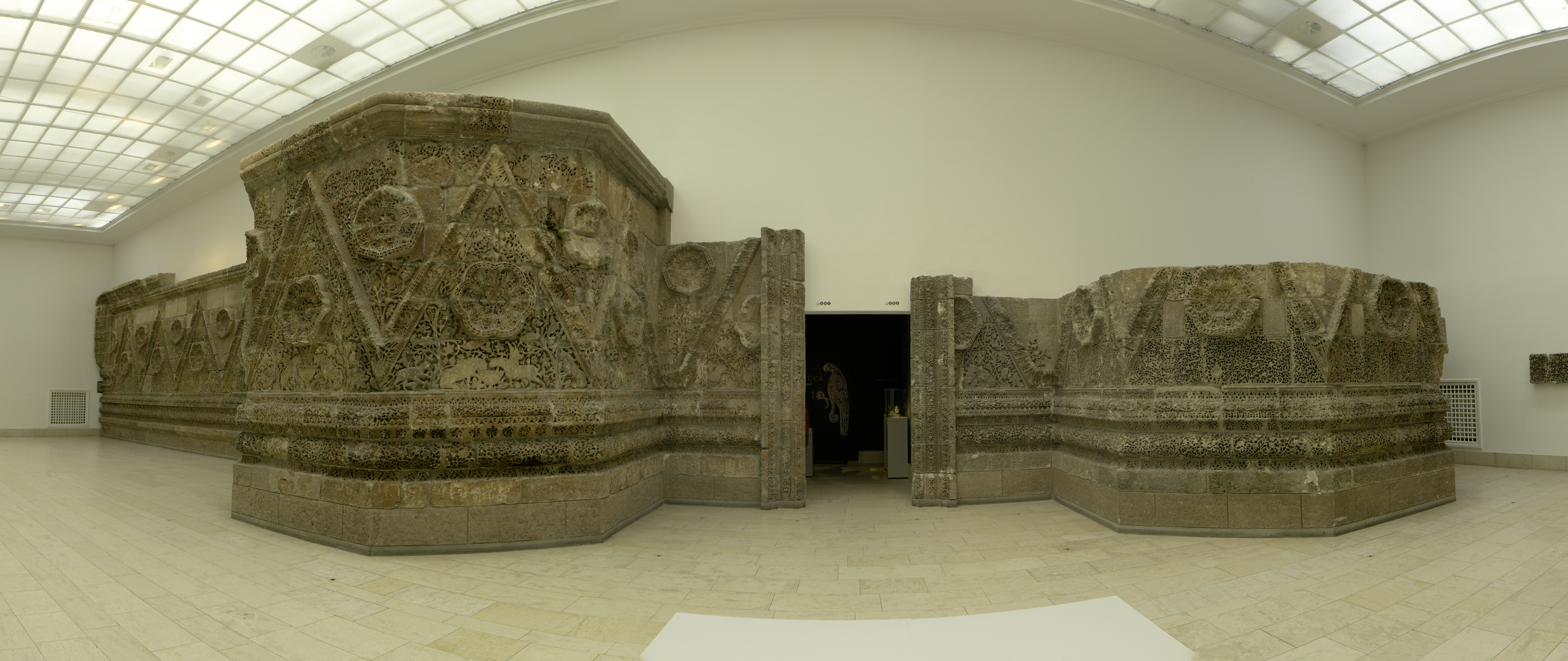
Mschatta-Fassade im Pergamonmuseum, Berlin

Da die Fassade in unmittelbarer Nähe zur Baustelle der Hedschasbahn stand, wurde befürchtet, dass aus dem Kulturdenkmal wertvolle Bauteile entwendet werden könnten. Die Fassade des Haupttores, die Mschatta-Fassade, wurde deshalb, vermittelt durch den Arabien-Forscher Julius Euting, von Sultan Abdülhamid II. zum Abbau an Kaiser Wilhelm II. verschenkt. Die Hedschasbahn ermöglichte dann auch den unproblematischen Abtransport der Fassade. Sie gelangte nacheinander in verschiedene Berliner Museen und ist heute im Museum für Islamische Kunst im Pergamonmuseum zu besichtigen.

### Rekonstruktion
Seit 2009 arbeitet die Technische Universität Berlin zusammen mit der jordanischen Antikenverwaltung und den Staatlichen Museen zu Berlin an der Sicherung und teilweisen Rekonstruktion des Palastes. Die drei Bögen des Eingangsportal wurden wieder errichtet, wobei zum großen Teil Originalsteine verwendet werden konnten. Bei der westlichen Umfassungsmauer waren durch Steinraub vorwiegend die Läufer verloren gegangen, sodass diese ersetzt werden mussten. Die Rekonstruktionsarbeiten sollen 2012 mit der Aufrichtung des Eingangsbogens zum Audienzsaal abgeschlossen werden. Finanziert wird das Projekt von der Deutschen Forschungsgemeinschaft und dem Auswärtigen Amt.